# Göksüncük, Şehitkamil
Göksüncük là một xã thuộc huyện Şehitkamil, tỉnh Gaziantep, Thổ Nhĩ Kỳ.